# Super Sprint
Super Sprint est un jeu vidéo de course sorti en 1986 sur borne d'arcade. Le jeu a été développé et édité par Atari Games.
Le jeu fait partie de la série Sprint, débutée en 1976, commercialisé la même année que Championship Sprint.

## Système de jeu
Quatre voitures sont présentes sur les circuits de Super Sprint : une jaune, une bleue, une rouge et une verte. Trois d'entre elles au maximum sont contrôlées par les joueurs, la quatrième (la verte) l'est toujours par l'ordinateur. Sur la borne d'arcade, le joueur utilise deux pédales (accélération et freinage) et un volant pour diriger sa voiture. Une partie se joue en trois tours, le joueur accède à la course suivante s'il finit devant l'ordinateur. La difficulté n'est pas modifiée par le nombre de joueurs, la voiture verte étant toujours la plus rapide des voitures contrôlées par l'ordinateur.
Au fil des courses des difficultés apparaissent sur le circuit : flaques d'huile (qui font déraper la voiture), flaques d'eau (qui la ralentissent), tornades (qui la font tourbillonner), cônes (ralentissant la voiture puis disparaissant)… Si une voiture tape contre un mur, selon sa vitesse elle peut exploser ; il faudra attendre de précieuses secondes l'arrivée d'un hélicoptère de secours pour se remettre en piste.
On peut aussi trouver en piste des billets de banque qui rapportent des points et des clés à molette qui permettent d'améliorer la voiture une fois que quatre d'entre elles ont été réunies, au besoin en plusieurs courses. Les différents domaines d'amélioration sont vitesse de pointe, accélération, tenue de route, et hélicoptère (vitesse à laquelle l'hélicoptère de secours amène un véhicule de rechange) et peuvent aller du niveau 0 au niveau 5. Une fois le plus haut niveau achevé les clés dépensées dans ce domaine rapportent des points.
Les circuits sont de forme assez simple avec de larges virages, et parfois des intersections où les véhicules peuvent se percuter. Certains raccourcis sont possibles par des portes ou des tremplins.

## Portages
Super Sprint a été porté sur les systèmes suivants :
- Amstrad CPC
- Atari ST
- Commodore 64
- Nintendo Entertainment System
- ZX Spectrum
- PlayStation (sur la compilation Arcade Party Pak)
- Game Boy Advance (sorti sur un pack de deux jeux au côté de Spy Hunter)

Super Sprint est aussi disponible sur la compilation de jeux d'arcade Midway Arcade Treasures sortie sur GameCube, PlayStation 2, Xbox et PC.